# Anne Marie Martinozzi
Anne Marie Martinozzi, Prințesă de Conti (1637 – 4 februarie 1672) a fost nepoata Cardinalului Mazarin, prim ministru al regelui Ludovic al XIV-lea al Franței. A fost soția lui Armand de Bourbon, Prinț de Conti și mama lui François Louis, Prinț de Conti, Le Grand Conti. 

## Biografie
Anna Maria Martinozzi s-a născut la Roma ca fiică a lui Girolamo Martinozzi și Laura Margherita Mazzarini, sora cea mare a lui Jules Mazarin, care a fost Cardinal și prim ministru în timpul minoratului regelui Ludovic al XIV-lea.
Ea și sora ei mai mică Laura au fost aduse în Franța de unchiul lor și erau verișoare cu surorile Mancini:  Laura, Maria, Olympia, Hortense și Marie Anne. Cele șapte nepoate ale Cardinalului au devenit cunoscute la curtea Franței ca Mazarinettes. Mazarin a încercat să asigure căsătorii avantajoase pentru fiecare din ele. Nepoata Annei Marie Martinozzi a fost Mary de Modena, viitoare regină a Angliei.
În 1654, ea s-a căsătorit cu Armand de Bourbon, Prinț de Conti (1629–1666). Căsătoria a avut loc la Palatul Luvru la 22 februarie 1654. Cuplul a avut trei copii din care doar doi au ajuns adulți:
1. Louis de Bourbon (6 septembrie 1658 - 14 septembrie 1658)
2. Louis Armand de Bourbon, Prinț de Conti (4 aprilie 1661 - 9 noiembrie 1685); s-a căsătorit în 1680 cu verișoara sa Marie Anne de Bourbon. A murit fără moștenitori la vârsta de 24 de ani; titlul a trecut fratelui său mai mic.
3. François Louis de Bourbon, Prinț de Conti, "Le Grand Conti" (30 aprilie 1664 - 22 februarie 1709); s-a căsătorit în 1680 cu Marie Thérèse de Bourbon. Cuplul a avut trei copii care au atins vârsta adultă; numai unul dintre ei, singurul fiu, Louis Armand II de Bourbon, a avut copii.

Anne Marie a murit la Paris la Hôtel de Conti; avea 35 de ani.